# (35907) 1999 JO92
1999 JO92 (asteroide 35907) é um asteroide da cintura principal. Possui uma excentricidade de 0.15039160 e uma inclinação de 6.57519º.
Este asteroide foi descoberto no dia 12 de maio de 1999 por LINEAR em Socorro.